# مجزرة عائلة العوضي
مجزرة عائلة العوضي هي مجزرة قام بها الطيران الحربي الإسرائيلي بتاريخ 3 نوفمبر2023، بحق عائلة العوضي حيث استهدف منزل العائلة في حي الزيتون شرق مدينة غزة، ما أدى إلى استشهاد أكثر من 44 شهيد من العائلة. ويعود أصل العائلة إلى مدينة الرملة قبل أن تهجر منها على أثر النكبة الفلسطينية، وقد لجات العائلة إلى قطاع غزة في العام 1948.

## خلفية الحدث
أطلقت حركة المقاومة الإسلامية حماس عبر ذراعها العسكري كتائب الشهيد عز الدين القسام عملية طوفان الأقصى في ساعاتِ الصباح الأولى من يوم السابع من أكتوبر 2023 وذلك ردًا على الاعتداءات الإسرائيلية وتدنيس المسجد الأقصى والاستمرار في الاستيطان كما أكّد على ذلك محمد الضيف القائد العام للقسّام والذي أعطى شارة انطلاق العمليّة التي شهدت اقتحامًا من المقاومين لمستوطنات غلاف غزة حيث اشتبكوا مع فرقة غزة ونجحوا في قتلِ عدد كبيرٍ من مجنّديها فضلًا عن أسر عشرات آخرين كما استطاعوا خلال ساعات قطع عشرات الكيلومترات ووصلوا لمستوطنات أبعد من تلك المحيطة والقريبة من قطاع غزة.
فشلت إسرائيل في التعامل مع المقاومين لأزيد من 50 ساعة بعد تسلّل العشرات منهم لداخل المستوطنات، حيثُ استمرَّت الاشتباكات بين الجيش الإسرائيلي وبين المقاومين في عديد المستوطنات وعلى رأسها سديروت. الردُّ الإسرائيلي على هذه العمليّة جاء عبر شنّ سلاح الجو الإسرائيلي لعشرات الغارات العشوائيّة على قطاع غزة متسبّبة في مقتل عشرات المدنيين وتدمير البنية التحتية لمدن القطاع، بل وصل الأمر حد فرض إغلاق شامل وقطعٍ متعمّدٍ وبقرارٍ حكومي لكل من الماء والكهرباء والغاز وهو ما هدَّد حياة أكثر من مليونَي فلسطيني يعيشُ داخل القطاع الذي يُعاني أصلًا من تبعات حصار خانق ومستمرّ منذُ 16 من تل أبيب.
أفضت الغارات الإسرائيلية العشوائيّة لمجزرة أولى في مخيم الشاطئ في اليوم الثالث للعمليّة (9 أكتوبر) ما تسبب في مقتل عشرات المدنيين، وما هي إلّا ساعاتٍ حتى ارتكبت الطائرات الإسرائيلية مجزرة جديدة وهذه المرة حين أغارت على سوقٍ في جباليا فأوقعت 60 قتيلًا الغالبية العُظمى منهم من المدنيين.

## الضحايا
استشهد على إثر هذه المجزرة أكثر من 40 شخصاُ من النساء والأطفال وكلهم مدنيين، عرف منهم:
2.حنان نعمان نجيب العوضي
3.شعبان سعيد العوضي
4.ماندي بدر العوضي
5.الطفلة حنان شعبان سعيد العوضي
6.الطفل سعيد شعبان سعيد العوضي
7.الطفل يزن شعبان سعيد العوضي
8.نعمان سعيد العوضي
9.ألاء العجل
10.الطفلة حنان نعمان سعيد العوضي
11.الطفلة مريم نعمان يد العوضي
12.نهال سعيد العوضي (الجاروشة)
13.كريم الجاروشة
14.خالد الجاروشة
15.نور الجاروشة
16.نجيب الجاروشة
17.سعيد الجاروشة
18.ليلى العوضي (نعيم)
19.عصام بدر العوضي
20.نوال سعيد العوضي
21.ليلى عصام بدر العوضي
22.محمد عصام بدر العوضي
23.الطفلة ملك عصام بدر العوضي
24.مرح عصام بدر العوضي
25.الطفلة حنان عصام بدر العوضي
26.الطفل أحمد عصام بدر العوضي
27.ممدوح بدر العوضي
28.منى نعيم
29.بدر ممدوح بدر العوضي
30.حسام ممدوح بدر العوضي
31.خالد ممدوح بدر العوضي
32.سماح ممدوح بدر العوضي
33.مدحت بدر العوضي
34.محبوبة قزعاط (حامل)
35.الطفل أسامة مدحت بدر العوضي
36.الطفل عبد الرحمن مدحت بدر العوضي
37.بشير حمدي بركات
38.حنان خليل عبدو بركات
39.منتصر بركات
40.أية بركات
41.شيماء بركات
42.فداء بركات
43.رغد بركات

## القانون الدولي
إن القانون الدولي الإنساني يحمي حق المدنيين خلال النزاعات المسلحة حال قرروا البقاء في منازلهم أو مناطقهم، لا سيما أنهم لا يشكلون أي خطر أو تهديد على حياة القوات المحتلة، إذ تؤكد التحقيقات التي أجراها الأورومتوسطي أن عمليات القتل والتدمير لا تجري لأي ضرورة حربية، إنما بهدف تدمير الفلسطينيين والقضاء عليهم بالقتل والتهجير القسري. ووفقًا لقواعد القانون الدولي الإنساني، فإن المدنيين الذين يختارون عدم الإخلاء أو الذين لا يستطيعون مغادرة منطقة معينة يحتفظون بالحماية التي يضمنها لهم القانون الدولي الإنساني بصفتهم مدنيين، وأن مجرد بقائهم في تلك المنطقة لا يسقط عنهم هذه الحماية، ولا يعفي إسرائيل من المسؤولية عن ضمان واحترام حمايتهم المقررة لهم.

## إدانة المجازر
أدانت السلطة الفلسطينية ودول أخرى المجازر التي يرتكبها الاحتلال، وعبرت العديد من الدول في العالم أن هذه المجازر انتهاك واضح وصريح للقانون الدولى والإنسانى، ومما لا يدعو مجال للشك فهي جريمة حرب علنية أمام العالم أجمع وسط صمت المجتمع الدولى دون اتخاذ موقف ضد الاحتلال الإسرائيلي على استمرار مجازره في حق أهل غزة منذ السابع من أكتوبر 2023. كما أدانت وزارة الخارجية والمغتربين استمرار المجازر والتهجير والتجويع التي تواصل قوات الاحتلال الاسرائيلي ارتكابها ضد شعبنا في قطاع غزة عامة وفي شماله بشكل خاص كما حدث مؤخرا في بيت لاهيا ومدينة غزة وغيرهما، والتي غالبا ما تخلف العشرات من الشهداء والجرحى والمفقودين تحت الركام، في ظل التدمير الكامل لجميع مقومات الحياة وسياسة التجويع الممنهجة التي تتبعها الحكومة الاسرائيلية، في محاولة لدفع أكثر من 2 مليون فلسطيني لتهجيرهم بالقوة من القطاع.
يدين المجلس الوطني الفلسطيني، قصف الاحتلال الإسرائيلي للمستشفيات والمساجد والمدارس، وندد روحي فتوح رئيس المجلس الوطني الفلسطيني في بيان، بالقصف الهمجي الهستيري والعشوائي، وإبادة عائلات بأكملها في مخيم جباليا وبلدة بيت لاهيا وأحياء كاملة شمال قطاع غزة، ما أدى إلى استشهاد العشرات من العائلات الفلسطينية، وأوضح أن هذه المجازر انتهاك صارخ لكل القيم والأخلاق والعقائد الإنسانية والمواثيق الدولية، وعمليات تطهير عرقي ووصمة عار على جبين الإنسانية وعلى كل الصامتين تجاه قتل الأبرياء من النساء والأطفال.